# جمال‌آباد (لامرد)
جمال‌آباد، روستایی از توابع بخش مرکزی شهرستان لامرد در استان فارس ایران است.

## جمعیت
این روستا در دهستان سیگار قرار دارد و براساس سرشماری مرکز آمار ایران در سال ۱۳۹۵، جمعیت آن ۱۳۸ نفر (۳۲خانوار) بوده‌است.